# PerifaLions
PerifaLions é um projeto brasileiro de impacto social que visa conectar jovens talentos da periferia ao mercado publicitário. Criado em 2019, o projeto busca democratizar o acesso à indústria da comunicação, promovendo a inclusão e a diversidade no setor.

## História
O projeto surgiu a partir da observação de que o mercado publicitário brasileiro ainda é muito restrito e elitizado, dificultando o acesso de jovens talentos da periferia. A iniciativa foi idealizada pelos publicitários Flávio Salcedo, Irina Didier e Letícia Rodrigues. Desde seu início, em 2019, um dos objetivos principais foi levar profissionais das periferias do Brasil para participar do Cannes Lions, como um símbolo de que estes jovens possuem o talento necessário para participar do principal festival de publicidade do mundo.
Porém, com a pandemia de Covid-19, a edição de 2020 do Cannes Lions foi cancelada, obrigando os idealizadores do projeto a reorganizarem seus planos. Isso fez com que o PerifaLions se reorganizasse e abrisse novas frentes de atuação, presentes em suas atividades até hoje. Durante 2020 e 2021, o projeto desenvolveu suas atividades de forma on-line, através de mentorias, workshops, palestras, cursos e oficinas.
Em 2022, o PerifaLions organizou sua primeira edição do Concurso Perifa em Cannes. O concurso teve como desafio central a divulgação da Plataforma de Talentos do PerifaLions. Os três vencedores ganharam uma viagem com tudo pago para participar do Festival de Publicidade em Cannes.
A segunda edição do Concurso Perifa em Cannes, em 2023, teve como cliente do desafio a marca Olympikus. Neste ano, duas duplas de jovens talentos foram selecionadas para participar da delegação do PerifaLions em Cannes. Neste ano, o projeto contou com o patrocínio de grandes agências como África, Artplan, BETC Havas, FCB Brasil, Live, VMLY&R e W3Haus.
Em 2024, 6 jovens talentos fizeram parte da delegação do PerifaLions no Cannes Lions. O briefing desta edição foi baseado na marca Veja. Nesta edição, o concurso contou com o patrocínio das agências África, Artplan, BETC Havas, FCB, Live e W3Haus.

## Objetivos
- Conectar jovens talentos da periferia ao mercado publicitário.
- Democratizar o acesso à indústria da comunicação.
- Promover a inclusão e a diversidade no setor.
- Inspirar e motivar os alunos a seguirem carreira na publicidade.
- Oferecer oportunidades de aprendizado e desenvolvimento profissional.
- Criar um espaço de troca de experiências e networking entre os alunos e profissionais do mercado.

## Atividades
- Workshops e palestras com profissionais do mercado publicitário.
- Cursos e oficinas sobre temas como criação, produção e mídia.
- Visitas a agências de publicidade e empresas do setor.
- Mentoria e acompanhamento individualizado para os alunos.
- Premiação do Concurso Perifa Em Cannes com cursos de inglês, participação no Festival de Cannes e vagas de estágio.

## Impacto
O PerifaLions tem impactado positivamente a vida de jovens talentos da periferia, oferecendo oportunidades de aprendizado, desenvolvimento profissional e inserção no mercado publicitário. O projeto tem contribuído para a democratização do acesso à indústria da comunicação e para a promoção da diversidade no setor.

## Reconhecimentos e Premiações
O projeto tem sido reconhecido por sua relevância e impacto social, recebendo apoio de diversas empresas e profissionais do mercado publicitário.
Em 2023, o PerifaLions foi incluído como um dos projetos de diversidade, equidade e inclusão apoiados oficialmente pelo Cannes Lions.
Em 2025, o PerifaLions foi reconhecido pelo Festival de Publicidade de Gramado como um dos projetos sociais de maior impacto no mercado publicitário brasileiro.